# Championnat de Finlande de football
Le Championnat de Finlande de football, appelé Veikkausliiga, est créé en 1908. Ce championnat regroupe les douze meilleures équipes de Finlande qui disputent chacune 33 matchs.
Son principal sponsor est une célèbre agence de pari finlandaise, d'où le nom de Veikkausliiga. La Veikkausliiga est fondée en 1990. Auparavant, celle-ci s'appelle la Mestaruussarja (championnat de série), de 1930 à 1989. Entre 1908 et 1930, le championnat se joue sous la forme d'une coupe.
Comme d'autres championnats du nord de l'Europe (Suède, Russie...) la compétition se déroule l'été d'avril à octobre. Le dernier du classement descend en deuxième division, tandis que l'avant-dernier dispute un barrage contre le deuxième de D2.
À partir de 2019, le championnat se déroule en deux parties, une saison régulière de 22 matchs, puis le championnat est scindé en deux avec une poule championnat et une poule relégation.

## Palmarès
Le championnat se déroule sur l'année civile de 1930 à 1939, en 1945 et depuis 1948.
Le championnat se déroule sur deux années, pour les saisons 1940-1941, 1943-1944, 1945-1946, 1946-1947 et 1947-1948.
Il y ainsi deux champions en 1948.

### De 1908 à 1929
| Saison | Champion            | Score              | Vice-champion      |
| ------ | ------------------- | ------------------ | ------------------ |
| 1908   | Unitas Helsinki (1) | 4-1                | PUS Helsinki       |
| 1909   | PUS Helsinki (1)    | 4-0                | HIFK Helsinki      |
| 1910   | Åbo IFK (1)         | 4-2                | Reipas Viipuri     |
| 1911   | HJK Helsinki (1)    | 7-1                | Åbo IFK            |
| 1912   | HJK Helsinki (2)    | 7-1                | HIFK Helsinki      |
| 1913   | KIF Helsinki (1)    | 5-3                | Åbo IFK            |
| 1914   | Pas de championnat  | Pas de championnat | Pas de championnat |
| 1915   | KIF Helsinki (2)    | 1-0                | Åbo IFK            |
| 1916   | KIF Helsinki (3)    | 3-2                | Åbo IFK            |
| 1917   | HJK Helsinki (3)    | 4-2                | Åbo IFK            |
| 1918   | HJK Helsinki (4)    | 3-0                | Reipas Viipuri     |
| 1919   | HJK Helsinki (5)    | 1-0                | Reipas Viipuri     |
| 1920   | Åbo IFK (2)         | 2-1                | HPS Helsinki       |
| 1921   | HPS Helsinki (1)    | 1-1 2-1 (r.)       | HJK Helsinki       |
| 1922   | HPS Helsinki (2)    | 4-2                | Reipas Viipuri     |
| 1923   | HJK Helsinki (6)    | 3-1                | TPS Turku          |
| 1924   | Åbo IFK (3)         | 4-3                | HPS Helsinki       |
| 1925   | HJK Helsinki (7)    | 3-2                | TPS Turku          |
| 1926   | HPS Helsinki (3)    | 5-2                | TPS Turku          |
| 1927   | HPS Helsinki (4)    | 6-0                | Reipas Viipuri     |
| 1928   | TPS Turku (1)       | 1-1 3-2 (r.)       | HIFK Helsinki      |
| 1929   | HPS Helsinki (5)    | 4-0                | HIFK Helsinki      |

### De 1930 à 1989: Mestaruussarja
| Saison    | Champion                |
| --------- | ----------------------- |
| 1930      | HIFK Helsinki (1)       |
| 1931      | HIFK Helsinki (2)       |
| 1932      | HPS Helsinki (6)        |
| 1933      | HIFK Helsinki (3)       |
| 1934      | HPS Helsinki (7)        |
| 1935      | HPS Helsinki (8)        |
| 1936      | HJK Helsinki (8)        |
| 1937      | HIFK Helsinki (4)       |
| 1938      | HJK Helsinki (9)        |
| 1939      | TPS Turku (2)           |
| 1940      | Sudet Viipuri (1)       |
| 1940-1941 | TPS Turku (3)           |
| 1942      | HT Helsinki (1)         |
| 1943      | Pas de championnat      |
| 1943-1944 | VIFK Vaasa (1)          |
| 1945      | Vaasan Palloseura (1)   |
| 1945-1946 | VIFK Vaasa (2)          |
| 1946-1947 | HIFK Helsinki (5)       |
| 1947-1948 | TPS Turku (4)           |
| 1948      | Vaasan Palloseura (2)   |
| 1949      | TPS Turku (5)           |
| 1950      | IKissat Tampere (1)     |
| 1951      | KTP Kotka (1)           |
| 1952      | KTP Kotka (2)           |
| 1953      | VIFK Vaasa (3)          |
| 1954      | Pyrkivä Turku (1)       |
| 1955      | KIF Helsinki (4)        |
| 1956      | KuPS Kuopio (1)         |
| 1957      | HPS Helsinki (9)        |
| 1958      | KuPS Kuopio (2)         |
| 1959      | HIFK Helsinki (6)       |
| 1960      | FC Haka Valkeakoski (1) |
| 1961      | HIFK Helsinki (7)       |
| 1962      | FC Haka Valkeakoski (2) |
| 1963      | Reipas Lahti (1)        |
| 1964      | HJK Helsinki (10)       |
| 1965      | FC Haka Valkeakoski (3) |
| 1966      | KuPS Kuopio (3)         |
| 1967      | Reipas Lahti (2)        |
| 1968      | TPS Turku (6)           |
| 1969      | KPV Kokkola (1)         |
| 1970      | Reipas Lahti (3)        |
| 1971      | TPS Turku (7)           |
| 1972      | TPS Turku (8)           |
| 1973      | HJK Helsinki (11)       |
| 1974      | KuPS Kuopio (4)         |
| 1975      | TPS Turku (9)           |
| 1976      | KuPS Kuopio (5)         |
| 1977      | FC Haka Valkeakoski (4) |
| 1978      | HJK Helsinki (12)       |
| 1979      | OPS Oulu (1)            |
| 1980      | OPS Oulu (2)            |
| 1981      | HJK Helsinki (13)       |
| 1982      | Kuusysi Lahti (1)       |
| 1983      | Ilves Tampere (1)       |
| 1984      | Kuusysi Lahti (2)       |
| 1985      | HJK Helsinki (14)       |
| 1986      | Kuusysi Lahti (3)       |
| 1987      | HJK Helsinki (15)       |
| 1988      | HJK Helsinki (16)       |
| 1989      | Kuusysi Lahti (4)       |
| 1990      | HJK Helsinki (17)       |
| 1991      | Kuusysi Lahti (5)       |
| 1992      | HJK Helsinki (18)       |
| 1993      | FC Jazz Pori (1)        |
| 1994      | TPV Tampere (1)         |
| 1995      | FC Haka Valkeakoski (5) |
| 1996      | FC Jazz Pori (2)        |
| 1997      | HJK Helsinki (19)       |
| 1998      | FC Haka Valkeakoski (6) |
| 1999      | FC Haka Valkeakoski (7) |
| 2000      | FC Haka Valkeakoski (8) |
| 2001      | Tampere United (1)      |
| 2002      | HJK Helsinki (20)       |
| 2003      | HJK Helsinki (21)       |
| 2004      | FC Haka Valkeakoski (9) |
| 2005      | MyPa 47 (1)             |
| 2006      | Tampere United (2)      |
| 2007      | Tampere United (3)      |
| 2008      | Inter Turku (1)         |
| 2009      | HJK Helsinki (22)       |
| 2010      | HJK Helsinki (23)       |
| 2011      | HJK Helsinki (24)       |
| 2012      | HJK Helsinki (25)       |
| 2013      | HJK Helsinki (26)       |
| 2014      | HJK Helsinki (27)       |
| 2015      | SJK Seinäjoki (1)       |
| 2016      | IFK Mariehamn (1)       |
| 2017      | HJK Helsinki (28)       |
| 2018      | HJK Helsinki (29)       |
| 2019      | KuPS Kuopio (6)         |
| 2020      | HJK Helsinki (30)       |
| 2021      | HJK Helsinki (31)       |
| 2022      | HJK Helsinki (32)       |
| 2023      | HJK Helsinki (33)       |
| 2024      | KuPS Kuopio (7)         |

## Bilan
| Club                | Titres | Années |
| ------------------- | ------ | --- |
| HJK Helsinki        | 33     | 1911, 1912, 1917, 1918, 1919, 1923, 1925, 1936, 1938, 1964, 1973, 1978, 1981, 1985, 1987, 1988, 1990, 1992, 1997, 2002, 2003, 2009, 2010, 2011, 2012, 2013, 2014, 2017, 2018, 2020, 2021, 2022 , 2023 |
| FC Haka Valkeakoski | 9      | 1960, 1962, 1965, 1977, 1995, 1998, 1999, 2000, 2004 |
| HPS Helsinki        | 9      | 1921, 1922, 1926, 1927, 1929, 1932, 1934, 1935, 1957 |
| TPS Turku           | 8      | 1928, 1939, 1941, 1949, 1968, 1971, 1972, 1975 |
| KuPS Kuopio         | 7      | 1956, 1958, 1966, 1974, 1976, 2019, 2024 |
| HIFK Helsinki       | 7      | 1930, 1931, 1933, 1937, 1947, 1959, 1961 |
| Kuusysi Lahti       | 5      | 1982, 1984, 1986, 1989, 1991 |
| KIF Helsinki        | 4      | 1913, 1915, 1916, 1955 |
| Åbo IFK             | 3      | 1910, 1920, 1924 |
| Reipas Lahti        | 3      | 1963, 1967, 1970 |
| Vasa IFK            | 3      | 1944, 1946, 1953 |
| Tampere United      | 3      | 2001, 2006, 2007 |
| Vaasan Palloseura   | 2      | 1945, 1948 |
| FC Jazz Pori        | 2      | 1993, 1996 |
| KTP Kotka           | 2      | 1951, 1952 |
| Oulun Palloseura    | 2      | 1979, 1980 |
| MyPa                | 1      | 2005 |
| Inter Turku         | 1      | 2008 |
| FC Ilves            | 1      | 1983 |
| SJK Seinäjoki       | 1      | 2015 |
| KPV                 | 1      | 1969 |
| Sudet               | 1      | 1940 |
| AaltoUS             | 1      | 1909 |
| IFK Mariehamn       | 1      | 2016 |
| TPV                 | 1      | 1994 |
| Pyrkivä Turku       | 1      | 1954 |
| Ilves-Kissat        | 1      | 1950 |
| Toverit Helsinki    | 1      | 1942 |
| Unitas Sports Club  | 1      | 1908 |

## Meilleurs buteurs de la Veikkausliiga depuis 1990
| Année | Joueur               | Club                 | Buts |
| ----- | -------------------- | -------------------- | ---- |
| 1990  | Marek Czakon         | Ilves                | 16   |
| 1991  | Kimmo Tarkkio        | FC Haka Valkeakoski  | 23   |
| 1992  | Luiz Antônio         | FC Jazz Pori         | 21   |
| 1993  | Antti Sumiala        | FC Jazz Pori         | 20   |
| 1994  | Dionísio Rangel      | TPV Tampere          | 17   |
| 1995  | / Valeri Popovitch   | FC Haka Valkeakoski  | 21   |
| 1996  | Luiz Antônio         | FC Jazz Pori         | 17   |
| 1997  | Rafael Pires Vieira  | HJK Helsinki         | 11   |
| 1998  | Matti Hiukka         | RoPS Rovaniemi       | 11   |
| 1999  | / Valeri Popovitch   | FC Haka Valkeakoski  | 23   |
| 2000  | Shefki Kuqi          | FC Jokerit           | 19   |
| 2001  | Paulus Roiha         | HJK Helsinki         | 22   |
| 2002  | Mika Kottila         | HJK Helsinki         | 18   |
| 2003  | Saku Puhakainen      | MyPa 47 Anjalankoski | 14   |
| 2004  | Antti Pohja          | Tampere United       | 16   |
| 2005  | Juho Mäkelä          | HJK Helsinki         | 16   |
| 2006  | Hermanni Vuorinen    | FC Honka             | 16   |
| 2007  | Rafael Pires Vieira  | FC Lahti             | 14   |
| 2008  | Aleksandr Kokko      | FC Honka             | 13   |
| 2008  | Henri Myntti         | Tampere United       | 13   |
| 2009  | Hermanni Vuorinen    | FC Honka             | 16   |
| 2010  | Juho Mäkelä          | HJK Helsinki         | 16   |
| 2011  | Timo Furuholm        | Inter Turku          | 22   |
| 2012  | Irakli Sirbiladze    | Inter Turku          | 17   |
| 2013  | Tim Väyrynen         | FC Honka             | 17   |
| 2014  | Jonas Emet           | FF Jaro              | 14   |
| 2014  | Luis Solignac        | IFK Mariehamn        | 14   |
| 2015  | Aleksandr Kokko      | RoPS Rovaniemi       | 17   |
| 2016  | Roope Riski          | SJK Seinäjoki        | 17   |
| 2017  | Aleksei Kangaskolkka | IFK Mariehamn        | 16   |
| 2018  | João Klauss          | HJK Helsinki         | 21   |
| 2019  | Filip Valenčič       | FC Inter Turku       | 16   |
| 2020  | Roope Riski          | HJK Helsinki         | 16   |
| 2021  | Benjamin Källman     | FC Inter Turku       | 14   |
| 2021  | Ariel Ngueukam       | SJK Seinäjoki        | 14   |
| 2022  | Lee Erwin            | FC Haka              | 20   |
| 2023  | Bojan Radulović      | HJK Helsinki         | 18   |
| 2024  | Ashley Coffey        | AC Oulu              | 12   |

## Statistiques

### Joueurs les plus capés
| Joueurs                       | Années    | Matches |
| ----------------------------- | --------- | ------- |
| Toni Huttunen                 | 1992–2009 | 441     |
| Mikko Hauhia                  | 2003–2019 | 416     |
| Ari Nyman                     | 2000–2018 | 406     |
| Valeri Popovitch              | 1993–2009 | 395     |
| Saku Puhakainen               | 1995–2009 | 382     |
| Tommi Kautonen                | 1990–2006 | 376     |
| Juuso Kangaskorpi             | 1993–2008 | 373     |
| Tuomas Aho                    | 1999–2017 | 371     |
| Aleksei Borisovich Yeryomenko | 1991–2005 | 360     |
| Aarno Turpeinen               | 1990–2004 | 358     |

### Meilleurs buteurs
| Joueurs          | Années    | Buts |
| ---------------- | --------- | ---- |
| Valeri Popovitch | 1993–2009 | 166  |
| Rafael           | 1997–2016 | 136  |
| Saku Puhakainen  | 1995–2009 | 114  |
| Juho Mäkelä      | 2003–2018 | 111  |
| Luiz Antônio     | 1992–2003 | 94   |
| Antti Pohja      | 1994–2009 | 87   |
| Jari Vanhala     | 1991–1999 | 85   |
| Ismo Lius        | 1991–1999 | 84   |
| Akseli Pelvas    | 2007–2020 | 80   |
| Demba Savage     | 2008–2021 | 80   |

## Compétitions européennes

### Classement du championnat
Le tableau ci-dessous récapitule le classement de la Finlande au coefficient UEFA depuis 1960. Ce coefficient par nation est utilisé pour attribuer à chaque pays un nombre de places pour les compétitions européennes ainsi que les tours auxquels les clubs doivent entrer dans la compétition.
| 1960 | 1961 | 1962 | 1963 | 1964 | 1965 | 1966 | 1967 | 1968 | 1969 | 1970 | 1971 | 1972 | 1973 | 1974 | 1975 | 1976 | 1977 | 1978 | 1979 | 1980 | 1981 | 1982 | 1983 | 1984 | 1985 | 1986 | 1987 | 1988 | 1989 | 1990 | 1991 | 1992 |
| ---- | ---- | ---- | ---- | ---- | ---- | ---- | ---- | ---- | ---- | ---- | ---- | ---- | ---- | ---- | ---- | ---- | ---- | ---- | ---- | ---- | ---- | ---- | ---- | ---- | ---- | ---- | ---- | ---- | ---- | ---- | ---- | ---- |
| 27   | 27   | 29   | 30   | 30   | 28   | 30   | 29   | 29   | 27   | 30   | 29   | 29   | 28   | 30   | 30   | 29   | 27   | 28   | 27   | 28   | 32   | 33   | 30   | 28   | 28   | 23   | 23   | 20   | 21   | 17   | 24   | 24   |
| 1993 | 1994 | 1995 | 1996 | 1997 | 1998 | 1999 | 2000 | 2001 | 2002 | 2003 | 2004 | 2005 | 2006 | 2007 | 2008 | 2009 | 2010 | 2011 | 2012 | 2013 | 2014 | 2015 | 2016 | 2017 | 2018 | 2019 | 2020 | 2021 | 2022 | 2023 | 2024 | 2025 |
| 23   | 26   | 28   | 31   | 30   | 31   | 30   | 32   | 31   | 30   | 30   | 32   | 32   | 31   | 33   | 30   | 28   | 30   | 30   | 30   | 33   | 36   | 35   | 37   | 36   | 38   | 38   | 43   | 44   | 36   | 37   | 34   | 38   |

Le tableau suivant affiche le coefficient actuel du championnat finlandais.
| Rang | Pays       | 2020-2021 | 2021-2022 | 2022-2023 | 2023-2024 | 2024-2025 | Coefficient |
| ---- | ---------- | --------- | --------- | --------- | --------- | --------- | ----------- |
| 36   | Lettonie   | 1,375     | 2,625     | 2,750     | 1,625     | 3,875     | 12,250      |
| 37   | Kosovo     | 1,833     | 2,333     | 2,875     | 3,000     | 2,000     | 12,041      |
| 38   | Finlande   | 1,375     | 3,750     | 2,625     | 1,750     | 2,250     | 11,750      |
| 39   | Kazakhstan | 1,000     | 2,875     | 1,125     | 3,125     | 3,000     | 11,125      |
| 40   | Îles Féroé | 2,750     | 1,500     | 2,250     | 2,750     | 1,500     | 10,750      |

### Coefficient UEFA des clubs
| Rang | Club         | 2020-2021 | 2021-2022 | 2022-2023 | 2023-2024 | 2024-2025 | Coefficient |
| ---- | ------------ | --------- | --------- | --------- | --------- | --------- | ----------- |
| 128  | HJK Helsinki | -         | 4,000     | 3,000     | 2,500     | 3,000     | 12,500      |
| 156  | KuPS Kuopio  | 2,500     | 2,500     | 2,000     | 1,500     | 1,500     | 10,000      |
| 345  | FC Honka     | 1,000     | 1,500     | -         | 1,000     | -         | 3,000       |
| 348  | FC Ilves     | 1,000     | -         | -         | -         | 2,000     | 3,000       |
| 358  | Inter Turku  | 1,000     | 1,000     | 1,000     | -         | -         | 3,000       |